# Leda e il cigno (Michelangelo)

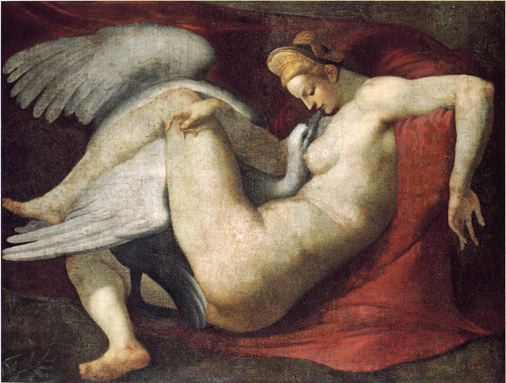
La copia alla National Gallery di Londra

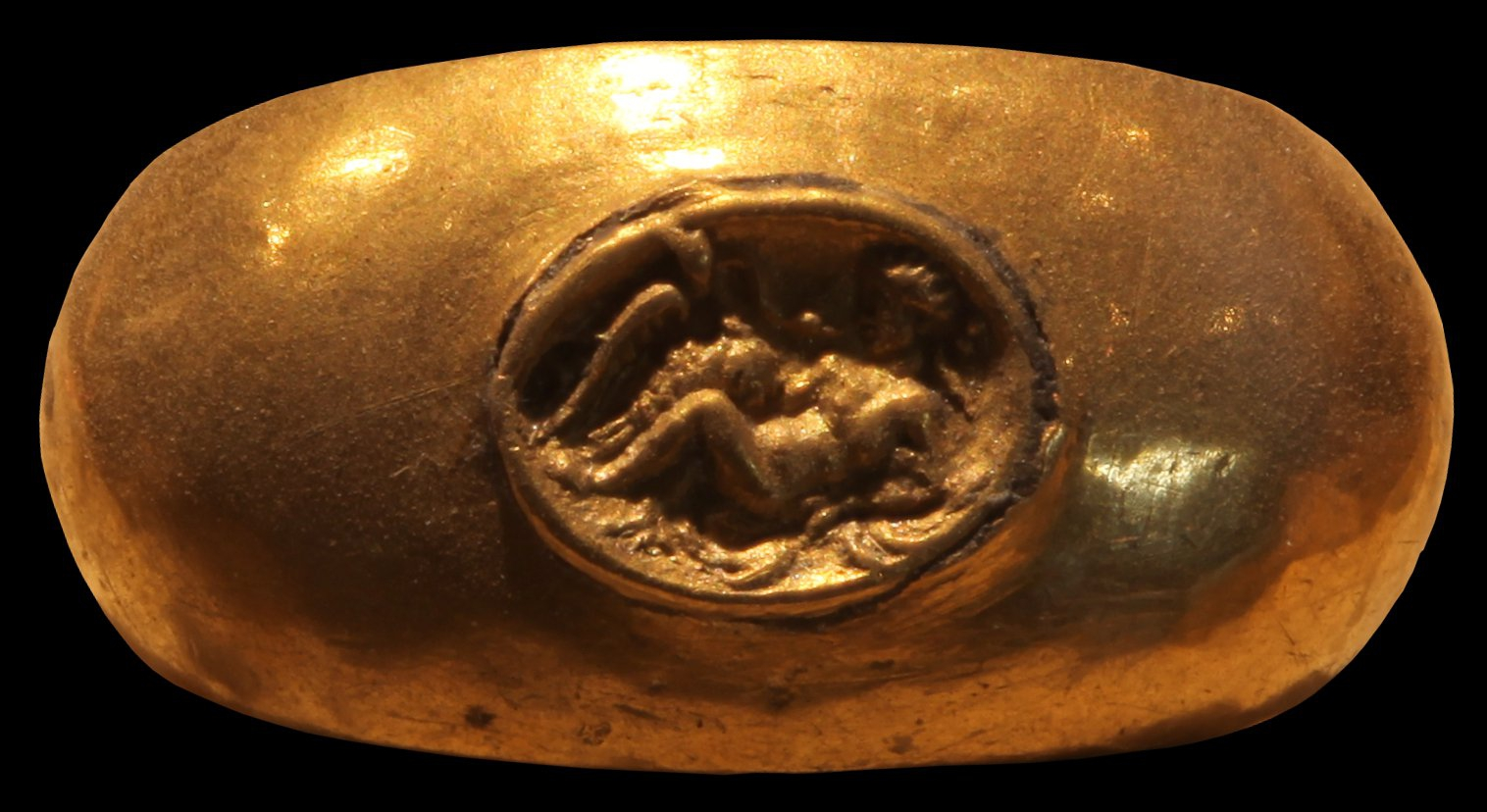
Anello romano con Leda e il cigno

Leda e il cigno è un perduto dipinto a tempera su tavola di Michelangelo Buonarroti, databile al 1530. Del dipinto restano oggi alcune copie e varianti.

## Storia e descrizione
Nel 1512 Alfonso I d'Este, duca di Ferrara, si recò a Roma per riconciliarsi con Giulio II che l'aveva scomunicato nell'estate del 1510 per essersi alleato con Luigi XII di Francia contro Venezia, la quale, peraltro, vinse poi la guerra. Ottenuta l'assoluzione dal papa, Alfonso si fermò qualche giorno nell'Urbe e l'11 luglio visitò la Cappella Sistina dove Michelangelo stava per concludere la volta. Salito sulle impalcature, ebbe un lungo colloquio con Michelangelo in cui gli espresse tutta la sua ammirazione, ottenendo la promessa di avere un quadro da lui dipinto.
(La Notte (1526-1531), una delle allegorie della Tomba di Giuliano de' Medici duca di Nemours deriva da una fonte comune al dipinto, "precisamente a un sarcofago romano con una Leda, oggi scomparso, ma documentato da un disegno cinquecentesco".)
Passarono diversi anni senza che la commissione venisse formalizzata, finché nel 1529 l'artista dovette recarsi a Ferrara, per un'ispezione alle celebri mura cittadine in qualità di "Governatore generale sopra le fortificazioni" della rinata Repubblica fiorentina, in vista dell'assedio delle truppe imperiali. Qui il duca gli ricordò l'antica promessa.
Michelangelo lavorò all'opera, secondo la testimonianza di Condivi e Vasari, una volta tornato a Firenze, nell'agosto del 1530, dopo la caduta della città, forse proprio sfruttando la necessità di rimanere nascosto. Si trattava di un "quadrone da sala" "colorito a tempera", rappresentante l'unione carnale tra Leda sdraiata e Giove trasformato in cigno, derivato da un modello antico noto per gemme e sigilli. Vi si vedevano anche un uovo e i fanciulli Castore e Polluce.
Al momento della consegna, verso la metà di ottobre, l'opera era finita, ma un'indelicatezza dell'inviato ferrarese, che la definì, al cospetto dell'autore, "poca cosa", indispettì Michelangelo, che si rifiutò di consegnarla. Scrive Condivi "licenziato il ducal messo, di lì a poco tempo donò il quadro a un suo garzone". L'opera, con alcuni disegni, venne infatti ceduta, forse in dono, forse per essere venduta, ad Antonio Mini che nel 1531 la portò in Francia. Nel 1532 venne lasciata in deposito al re di Francia Francesco I, che forse l'acquistò in seguito, destinandola al castello di Fontainebleau. Le vicende successive sono incerte: forse venne fatta bruciare da un ministro di Luigi XIII per motivi moralistici, oppure venne semplicemente occultata: pare che il Milizia la vide "malconcia" nel 1740, ma da allora non se hanno più notizie.
La migliore copia che se ne conosce, già attribuita al Rosso Fiorentino, è alla National Gallery di Londra (105–135 cm) e altre sono alla Gemäldegalerie di Dresda, a quella di Berlino, al Museo Correr di Venezia e alla Casa Buonarroti di Firenze. Esistono poi varie stampe, tra cui una, che pare particolarmente fedele, di Nicolas Béatrizet (27,1x40,1 cm), in cui compaiono anche Castore e Polluce.
Esiste un disegno preparatorio della testa di Leda a Casa Buonarroti, ritenuto universalmente autografo. Si tratta di un doppio studio dal vero, della testa e del particolare degli occhi, dal tratto sicuro e vibrante che l'artista fece, come di consueto, a partire da un ragazzo, probabilmente proprio l'allievo e assistente Antonio Mini.